# إسحاق بالدوين
إسحاق بالدوين هو صائغ فضة وسياسي أمريكي، ولد في 4 يوليو 1790 في نيوآرك في الولايات المتحدة، وتوفي بنفس المكان في 5 سبتمبر 1853. نشط حزبياً في حزب اليمين.